# Стреттон, Аманда
Аманда Стреттон (род. 24 июля 1973, Лондон, Великобритания) — британская автогонщица.

## Биография
Являясь дочерью британского автомобильного коллекционера и гонщика Терри Кона, она выросла в Лондоне и получила образование в школе Нью-Холл в Эссексе. В 13 лет участвовала в гонках на мотоциклах в мотокроссе. В 2001 году стала первой гонщицей, участвовавшей в Кубке ASCAR Mintex, где заняла 6-е место. гонка на чемпионате FIA. В сентябре 2004 года стала первой британкой, выигравшей международные соревнования на длинные дистанции на трассе Спа, Бельгия, победив своего конкурента-мужа. В 2008 году участвовала в гонке «24 часа Ле-Мана». По состоянию на 2023 год Аманда Стреттон является последней гонщицей в истории «24 часов Ле-Мана», принявшей участие в наивысшем классе «24 часов Ле-Мана».

## Статистика выступлений

### Результаты выступлений в 24 часах Ле-Мана
| Год  | Команда                        | Напарники               | Машина          | Класс | Круги | Место в абсолютном зачёте | Место в классе |
| ---- | ------------------------------ | ----------------------- | --------------- | ----- | ----- | ------------------------- | -------------- |
| 2008 | Chamberlain-Synergy Motorsport | Боб Берридж Гарет Эванс | Lola B06/10-AER | LMP1  | 87    | Сход                      | Сход           |